# أمبرس ناغي
أمبرس ناغي (بالمجرية: Nagy Ambrus)‏ هو مبارز بالسيف مجري، ولد في 20 أغسطس 1927 في بودابست في المجر، وتوفي في 18 يوليو 1991 في لاهاي في هولندا بسبب حادث مرور.

## وصلات خارجية
- أمبرس ناغي على موقع أوليمبيديا (الإنجليزية)
- أمبرس ناغي على موقع اللجنة الأولمبية المجرية (الهنغارية)